# Alexander Paischeff
Alexander Paischeff, född 6 augusti 1899 i Viborg, död 15 september 1941 i Helsingfors, var en finländsk målare och grafiker. 
Paischeff studerade 1908–1912 vid Viborgs konstvänners ritskola. Han debuterade som realistisk djurskildrare (målade gärna hästar), men övergick senare alltmer till att måla stadsbilder och landskap, ofta från Helsingfors med omgivningar. Koloriten är i regel tämligen dämpad, kompositionen lugn och väl avvägd.